# Liste des monuments historiques de Penmarc'h
Cet article recense les monuments historiques de Penmarc'h dans le Finistère.

## Statistiques
Penmarc'h compte 13 édifices comportant au moins une protection au titre des monuments historiques. 11 d'entre eux sont classés, les 2 autres étant inscrits à l'inventaire supplémentaire des monuments historiques. 

## Liste
| Monument                                                       | Adresse                                      | Coordonnées                        | Notice         | Protection | Date | Illustration                                                   |
| -------------------------------------------------------------- | -------------------------------------------- | ---------------------------------- | -------------- | ---------- | ---- | -------------------------------------------------------------- |
| Chapelle Notre-Dame-de-la-Joie de Penmarc'h                    |                                              | 47° 48′ 22″ nord, 4° 22′ 22″ ouest | « PA00090149 » | Classé     | 1916 | Chapelle Notre-Dame-de-la-Joie de Penmarc'h                    |
| Chapelle Sainte-Martie-Madeleine de Penmarc'h                  |                                              | 47° 49′ 32″ nord, 4° 19′ 23″ ouest | « PA00090148 » | Classé     | 1956 | Chapelle Sainte-Martie-Madeleine de Penmarc'h                  |
| Deuxième menhir de Kerscaven                                   |                                              | 47° 49′ 13″ nord, 4° 19′ 18″ ouest | « PA00090155 » | Classé     | 1921 | Deuxième menhir de Kerscaven                                   |
| Église Sainte-Thumette de Kérity                               | Rue du Port-de-Kérity                        | 47° 47′ 54″ nord, 4° 21′ 22″ ouest | « PA00090150 » | Classé     | 1916 | Église Sainte-Thumette de Kérity                               |
| Église Saint-Nonna de Penmarc'h                                |                                              | 47° 48′ 43″ nord, 4° 20′ 19″ ouest | « PA00090151 » | Classé     | 1862 | Église Saint-Nonna de Penmarc'h                                |
| Grange dîmière de Pors-Lambert                                 | Venelle de Pors Lambert                      | 47° 48′ 34″ nord, 4° 20′ 49″ ouest | « PA00090152 » | Inscrit    | 1926 | Grange dîmière de Pors-Lambert                                 |
| Menhir de Kervédal                                             | Rue du Menhir-Couché                         | 47° 49′ 18″ nord, 4° 21′ 30″ ouest | « PA00090153 » | Classé     | 1929 | Menhir de Kervédal                                             |
| Musée de la préhistoire finistérienne                          | Pors Carn                                    | 47° 49′ 33″ nord, 4° 21′ 49″ ouest | « PA00090156 » | Classé     | 1925 | Musée de la préhistoire finistérienne                          |
| Phares de la pointe de Penmarc'h comprenant le phare d'Eckmühl |                                              | 47° 47′ 53″ nord, 4° 22′ 25″ ouest | « PA29000049 » | Classé     | 2011 | Phares de la pointe de Penmarc'h comprenant le phare d'Eckmühl |
| Premier menhir de Kerscaven                                    |                                              | 47° 49′ 07″ nord, 4° 19′ 23″ ouest | « PA00090154 » | Classé     | 1889 | Premier menhir de Kerscaven                                    |
| Tour de Saint-Guénolé                                          | Rue Pierre-Sémard Rue Frédéric-Jolliot-Curie | 47° 49′ 03″ nord, 4° 22′ 08″ ouest | « PA00090159 » | Classé     | 1916 | Tour de Saint-Guénolé                                          |
| Tour Saint-Pierre                                              | Rue des Naufragés-du-23-Mai-1925             | 47° 47′ 51″ nord, 4° 22′ 28″ ouest | « PA00090158 » | Classé     | 1965 | Tour Saint-Pierre                                              |
| Tumulus du Poulguen                                            | Rue du Tumulus de Poulguen                   | 47° 48′ 24″ nord, 4° 18′ 18″ ouest | « PA00090157 » | Classé     | 1921 | Tumulus du Poulguen                                            |